# Hugo Gold
Hugo Gold (14. října 1895 Vídeň – 20. listopadu 1974 Tel Aviv) byl židovský historik a nakladatel.

## Život
Hugo Gold se narodil ve Vídni a jakožto rakousko-uherský voják byl během první světové války zajat a internován na Sibiři. Po návratu z Ruska absolvoval Německou univerzitu v Brně a roku 1928 obhájil disertační práci Die Einwanderung der Juden in Mähren. Roku 1924 převzal po svém strýci brněnské sionistické nakladatelství Hickl's Jüdischer Volkskalender a kromě stejnojmenného kalendáře vydával také týdeník Jüdische Volksstimme a Zeitschrift für die Geschichte der Juden in der Tschechoslowakei. Gold vydával rovněž odborné i beletristické knihy židovských autorů (Hermann Ungar, Max Zweig aj.). Důležitým počinem se také staly sborníky o dějinách židů v českých zemích (1929 Die Juden und Judengemeinden Mährens in Vergangenheit und Gegenwart, 1934 Die Juden und Judengemeinden Böhmens in Vergangenheit und Gegenwart).
Po vzniku Protektorátu Čechy a Morava Gold roku 1940 emigroval do Palestiny a v Tel Avivu záhy založil nakladatelství Olamenu, v němž publikoval práce německy píšících autorů. Dále se také věnoval dějinám židů na území bývalého Rakouska-Uherska. Za svou činnost byl oceněn mimo jiné roku 1967 Cenou Theodora Körnera za literaturu a byl členem PEN klubu.